# Гарперсвілл
Гарперсвілл (англ. Harpersville) — місто (англ. town) в США, в окрузі Шелбі штату Алабама. Населення — 1614 особи (2020).

## Географія
Гарперсвілл розташований за координатами 33°19′4″ пн. ш. 86°25′42″ зх. д. / 33.31778° пн. ш. 86.42833° зх. д. (33.317725, -86.428431).  За даними Бюро перепису населення США в 2010 році місто мало площу 54,56 км², з яких 53,69 км² — суходіл та 0,87 км² — водойми.

## Демографія
Згідно з переписом 2010 року, у місті мешкало 1637 осіб у 620 домогосподарствах у складі 456 родин. Густота населення становила 30 осіб/км².  Було 708 помешкань (13/км²).
Расовий склад населення:
| - 73,1 % — білих - 23,5 % — чорних або афроамериканців - 0,7 % — азіатів - 0,3 % — корінних американців - 1,0 % — осіб інших рас |

До двох чи більше рас належало 1,3 %. Частка іспаномовних становила 2,6 % від усіх жителів.
За віковим діапазоном населення розподілялося таким чином: 23,1 % — особи молодші 18 років, 62,1 % — особи у віці 18—64 років, 14,8 % — особи у віці 65 років та старші. Медіана віку мешканця становила 41,7 року. На 100 осіб жіночої статі у місті припадало 91,5 чоловіків;  на 100 жінок у віці від 18 років та старших — 89,6 чоловіків також старших 18 років.
Середній дохід на одне домашнє господарство  становив 52 145 доларів США (медіана — 35 972), а середній дохід на одну сім'ю — 64 998 доларів (медіана — 50 563). Медіана доходів становила 42 200 доларів для чоловіків та 40 083 долари для жінок. За межею бідності перебувало 18,8 % осіб, у тому числі 26,4 % дітей у віці до 18 років та 16,4 % осіб у віці 65 років та старших.
Цивільне працевлаштоване населення становило 600 осіб. Основні галузі зайнятості: освіта, охорона здоров'я та соціальна допомога — 15,5 %, виробництво — 14,3 %, роздрібна торгівля — 13,8 %.